# Упинка
Упинка — речка в Смоленской области, правый приток Сожа. Длина — 19 километров. Площадь водосбора — 89 км².
Начинается между деревней Иванов Стан Хиславичского района и Родьковка Монастырщинского. Далее течёт в общем направлении на юго-восток мимо деревень Семыговка, Ващиловка, Упино, Суховилы, Анновка. После чего впадает в реку Сож возле исчезнувшей уже деревни Горка.
В Упинку впадает несколько ручьёв, которым лишь на некоторых картах присваивают имена.

## История
Название речки и стоящего на ней села Упино возможно связано с балтским упе — река.